# Баринов, Виктор Алексеевич
Виктор Алексеевич Баринов (12 июля 1938, Ленинград — 30 апреля 2016, Санкт-Петербург) — советский гребец. Мастер спорта СССР.
В академическую греблю пришёл в 1955 году. Воспитанник гребного клуба «Красное знамя» (Ленинград), где его тренером был В. Г. Макаров. Выступал за общество «Труд».
В чемпионате СССР по гребле имел золото в командном первенстве (1961), а также серебро (1960) и бронзу (1959, 1961). Побеждал на международном турнире в честь 100-летия отечественного гребного спорта в восьмерке.
С 1960 по 1963 год являлся членом сборной СССР. Участник международных регат в Италии и Чехословакии (1960—1961).
Представлял Советский Союз на Олимпийских игр 1960 года в Риме, где соревновался в восьмёрке. Кроме Баринова в составе экипажа были Лоренцсон, Баленков, Богачев, Дундур, Горохов, Гомолко, Иванов и Малик.
На уровне ветеранов побеждал на чемпионатах мира 2003 и 2004 годов в четвёрке и двойке распашных.
Окончил Ленинградский кораблестроительный институт (1965). С 1965 по 1980 год работал инженером на НИИ «Корабельной автоматики „Аврора“».
Утонул 30 апреля 2016 года во время турнира памяти Николая Баленкова в Санкт-Петербурге.